# Conferenza episcopale regionale del Nordafrica
La Conferenza episcopale regionale del Nordafrica (Conférence Épiscopale Régionale du Nord de l'Afrique, C.E.R.N.A.) è un organismo della Chiesa cattolica che raggruppa i vescovi di Marocco, Algeria, Tunisia, Libia e Sahara Occidentale.
La CERNA è membro del Simposio delle conferenze episcopali di Africa e Madagascar (SECAM).

## Membri della CERNA
Fanno parte della CERNA, gli ordinari in carica, emeriti, coadiutori e ausiliari delle seguenti circoscrizioni ecclesiastiche:
| Circoscrizioni ecclesiastiche                | Ordinario                                | Stati e territori autonomi |
| -------------------------------------------- | ---------------------------------------- | -------------------------- |
| Arcidiocesi di Rabat                         | cardinale Cristóbal López Romero, S.D.B. | Marocco                    |
| Arcidiocesi di Tangeri                       | Emilio Rocha Grande, O.F.M.              | Marocco                    |
| Arcidiocesi di Algeri                        | cardinale Jean-Paul Vesco, O.P.          | Algeria                    |
| Diocesi di Costantina                        | Michel Jean-Paul Guillaud                | Algeria                    |
| Diocesi di Orano                             | Davide Carraro, P.I.M.E.                 | Algeria                    |
| Diocesi di Laghouat                          | Diego Ramón Sarrió Cucarella, M.Afr.     | Algeria                    |
| Arcidiocesi di Tunisi                        | Nicolas Pierre Jean Lhernould            | Tunisia                    |
| Vicariato apostolico di Tripoli              | George Bugeja, O.F.M.                    | Libia                      |
| Vicariato apostolico di Bengasi              | Sandro Overend Rigillo, O.F.M.           | Libia                      |
| Vicariato apostolico di Derna                | Sandro Overend Rigillo, O.F.M.           | Libia                      |
| Prefettura apostolica di Misurata            | George Bugeja, O.F.M.                    | Libia                      |
| Prefettura apostolica del Sahara Occidentale | Mario León Dorado, O.M.I.                | Sahara Occidentale         |

## Cronotassi
Elenco dei presidenti della Conferenza episcopale:
- Léon-Etienne Duval, cardinale arcivescovo di Algeri (1966 - 1983)
- Henri Antoine Marie Teissier, arcivescovo di Algeri (1983 - gennaio 2004)
- Fouad Twal, arcivescovo di Tunisi (gennaio 2004 - febbraio 2006)
- Vincent Louis Marie Landel, arcivescovo di Rabat (febbraio 2006 - 1º marzo 2012)
- Maroun Elias Nimeh Lahham, amministratore apostolico di Tunisi[2] (1º marzo - 21 novembre 2012)
- Vincent Louis Marie Landel, arcivescovo di Rabat (21 novembre 2012 - 7 marzo 2015)
- Paul Jacques Marie Desfarges, vescovo di Costantina, poi arcivescovo di Algeri (7 marzo 2015 - 15 febbraio 2022)
- Cristóbal López Romero, cardinale arcivescovo di Rabat (15 febbraio 2022 - febbraio 2025)
- Nicolas Pierre Jean Lhernould, arcivescovo di Tunisi, dal febbraio 2025

Elenco dei vicepresidenti della Conferenza Episcopale:
- Vincent Louis Marie Landel, arcivescovo di Rabat (gennaio 2004 - febbraio 2006)
- Alphonse Émile Georger, vescovo di Orano (febbraio 2006 -  2010 ?)
- Maroun Elias Nimeh Lahham, arcivescovo di Tunisi (2010 ? - 1º marzo 2012)
- Paul Jacques Marie Desfarges vescovo di Costantina (1º marzo - 21 novembre 2012)
- Claude Jean Narcisse Rault, vescovo di Laghouat (21 novembre 2012 - 7 marzo 2015)
- Ilario Antoniazzi, arcivescovo di Tunisi (7 marzo 2015 - 15 febbraio 2022)
- Nicolas Pierre Jean Lhernould, arcivescovo di Tunisi (15 febbraio 2022 - febbraio 2025)
- Jean-Paul Vesco, arcivescovo di Algeri dal febbraio 2025

Elenco dei segretari generali della Conferenza Episcopale:
- Presbitero Daniel Nourissat (febbraio 2006 - 7 marzo 2015)
- Presbitero Michel Jean-Paul Guillaud, dal 7 marzo 2015